# Francisco Xavier Ribeiro de Sampaio
Francisco Xavier Ribeiro Sampaio foi o ouvidor e intendente-geral que percorreu a capitania de São José do Rio Negro entre 1774 e 1775 e deixou curioso diário.
No diário, o ouvidor aborda aspectos dos costumes indígenas, fauna e flora. Forneceu notas sobre o extermínio dos índios tupinambá e dos jurimauá, reduzidos a algumas poucas povoações, por guerras e epidemias. Nas terras férteis do rio Madeira, onde se colhia fartamente cacau, conta que índios muras, denominados de 'gentio do corso', promoviam emboscadas afugentando colonos. Tinham arcos cuja altura excedia a de um homem, munidos de ponta aguda que penetravam no inimigo. Para ele, somente com a extinção dos muras poderia a navegação ser normalizada na Capitania. Já os índios ticuna não se caracterizavam pela violência e sua singularidade, para ele, estaria no seu 'natural preguiçosismo'. Adotavam a circuncisão ao modo judaico, operação realizada pelas mães. Já os índios ugina,  comentou, possuíam rabos de três ou quatro palmos, ou mais, e provinham do cruzamento entre mulheres e os 'monos coatás' e por isso se chamavam ainda 'coatá tapuia'.
Sua narrativa, comenta o autor de Brasiliana citada abaixo, página 50, "está repleta de curiosidades e comparações surpreendentes. O ouvidor teceu ainda observações sobre as amazonas, as mulheres guerreiras, recorrendo à farta literatura sobre o tema (Laet, Raleigh, Cristóbal de Acuña, Feijoo e La Condamine). E assim concluiu: ´Se eu devo agora dizer o que me parece, confesso que não cabe no meu entendimento igual opinião. E se examinarmos esta matéria pela regulada verdadeira lógica, e sólida crítica, devemos assentar que a existência das amazonas da América he huma daquellas preocupações populares que achando fundamento no maravilhoso, que o povo ama, se propagão com extraordinaria facilidade."
E como desde a viagem de Francisco de Orellana o tema do Eldorado era recorrente, disse ainda: "Enfim, o lago Dourado, se existe, me persuado que é somente nas imaginações dos espanhóis,
que tenho notícias certas ainda atualmente fazem diligências para achar; mas na verdade esta matéria só deve ser tratada pelo modo alegórico, e irônico que dela escreveu um autor famoso".